# غوستاف ليمان
غوستاف ليمان هو لاعب رماية سويدي، ولد في 25 أغسطس 1880 في سوندسفال في السويد، وتوفي في 13 أغسطس 1969 في غوتنبرغ في السويد.

## وصلات خارجية
- غوستاف ليمان على موقع أوليمبيديا (الإنجليزية)
- غوستاف ليمان على موقع اللجنة الأولمبية السويدية (السويدية)